# Новицкий, Василий Васильевич
Василий Васильевич Новицкий (1863 — 8 апреля 1911) — русский политический и государственный деятель, Таврический губернатор, Действительный статский советник.

## Биография
Василий Васильевич Новицкий родился в 1863 году в деревне Скосаревке Ананьевского уезда Херсонской губернии. 
В 1882 году поступил в Санкт-Петербургский университет на физико-математический факультет. На первом курсе принял решение связать свою дальнейшую судьбу с юриспруденцией и написал заявление о переводе на юридический факультет. 
В 1886 году после окончания юридического факультета начал службу в ведомстве Министерства юстиции, при прокуроре Одесской судебной палаты, потом служил помощником секретаря Одесского окружного суда. В 1888 году Ананьевским уездным земским собранием Херсонской губернии избран в мировые судьи. 
В 1895 году перевёлся в прокуратуру и проходил службу на различных прокурорских должностях. В 1902 году назначен на должность прокурора Симферопольского окружного суда, в котором служил до 11 ноября 1905 года. Затем приказом был переведен в Одессу для руководства прокуратурой Одесского окружного суда, однако туда так и не выехал, так как вскоре (23.12.1905) Николай II дал согласие на назначение Новицкого исправлять обязанности Таврического губернатора, а 13 января 1906 года он был утверждён в этом статусе .
По словам В. А. Оболенского, не имел чётко определённых политических взглядов, однако после событий революции 1905 года присоединился к Союзу русского народа.
Скончался 8 апреля 1911 года в Симферополе. Похоронен в селении Шабалино Черниговской губернии. 

## Семья
В 1891 году женился на Варваре Николаевне (урожденной Полторацкой) (1871—после 1911). Их дети:
- Варвара (род. 3 февраля 1892 г.)
- Юлия (род. 13 апреля 1893 г.)

## Награды
- Орден Святой Анны 3-й ст. с мечами (1899);
- Орден Святой Анны 2-й ст. с мечами (1903);
- Орден Святого Владимира 4-й ст. с мечами (1905).

Иностранные:
- бухарский Орден Золотой звезды с алмазами (1911).